# Społeczeństwo masowe
Społeczeństwo masowe – typ współczesnego społeczeństwa biernych odbiorców kultury masowej. Powstaje jako skutek oddziaływania procesów związanych z industrializacją i urbanizacją. Następuje dezintegracja tradycyjnych struktur społecznych wraz z ich wartościami, normami i kontrolą społeczną, zmiana stylu pracy na zmechanizowaną. Społeczeństwo masowe jest zatomizowane.

## Literatura
- Adorno, T. & Horkheimer, M.; The culture industry. Enlightenment as mass deception